# Kulturpalast Bolschewik
Der Kulturpalast „Bolschewik“, eigentlich Kulturpalast des Werkes „Bolschewik“ (russisch Дворец культуры завода «Большевик», ukrainisch Палац культури заводу «Більшовик», wiss. Transliteration Dvorec kul'tury zavoda «Bol'ševik») ist ein unter Denkmalschutz stehendes Gebäude in der ukrainischen Hauptstadt Kiew. Der am Beresteiski-Prospekt 38–40 zwischen der Soologitscheskaja-Straße und dem Puschkinpark gelegene Kulturpalast gilt als eines der in Kiew seltenen Beispiele des Funktionalismus sowie des Konstruktivismus. Erbaut wurde er zwischen 1929 und 1936 nach Plänen des Architekten Jakow Mojsejewitsch L. I. Mojisejew.

## Geschichte
Auftraggeber des Palastes war das Gewerkschaftskomitee der Metallarbeitergewerkschaft. Daher hieß der Kulturpalast ursprünglich „Klub ‹Metallist›“ (ukrainisch клуб «Металіст», russisch Клуб «Металлист»). Nachdem er in die Trägerschaft des auf der gegenüberliegenden Straßenseite gelegenen Werkes „Bolschewik“, bis in die 1990er Jahre einer der größten Maschinenbaubetriebe der Stadt Kiew, übergegangen war, erhielt er den Namen „Kulturpalast ‹Bolschewik›“. Das damals unbebaute Grundstück am Rande des Puschkinparks stellte der Stadtbezirk zur Verfügung. Heute wird der 700 Personen fassende Theaterbereich von der Theatergruppe „Romans“ (ukrainisch Романс) genutzt. Daneben werden auch Ausstellungen in dem Gebäude durchgeführt.
Im Jahr 2018 wurde das Werk „Bolschewik“ entkommunisiert und in „Erste Kiewer Maschinenbaufabrik“ (ukrainisch Перший київський машинобудівний завод, kurz ПКМЗ) umbenannt. Da ein Verkauf angestrebt wird, ist auch die Zukunft des Kulturpalastes ungewiss. Mit Stand 2021 wird er nach dem neuen Werksnamen als „Kulturhaus ‹PKMS›“ (ukrainisch Будинок культури «ПКМЗ») bezeichnet.

## Gestaltung

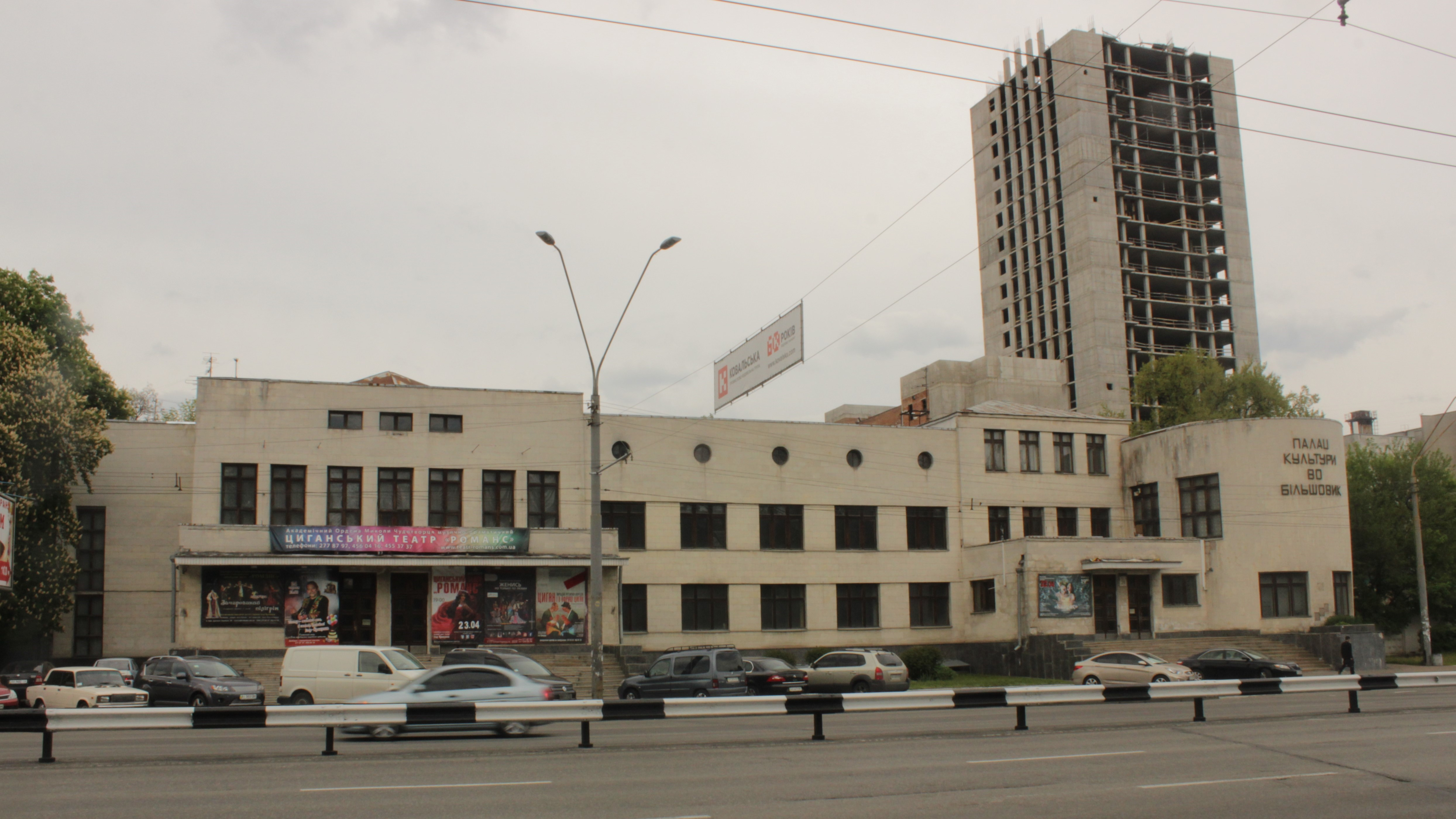
Straßenfront (2016)

Mojsejewitsch entwarf einen asymmetrischen Baukörper, der die inneren Funktionen der Gebäudeteile erkennen lässt. Im Gebäude befanden sich ursprünglich ein Kino- und Theatersaal mit Orchestergraben auf der westlichen (linken) Seite, Fortbildungsräume, eine Kantine und die Verwaltung der Gewerkschaftsorganisation des Werkes im östlichen Teil des Gebäudes. Beide Funktionsbereiche haben separate Eingänge. Neben Veranstaltungs- und Vereinsräumen gibt es auch eine Sporthalle.
Mojsejewitsch verzichtete vollkommen auf Zierrat. Das Gebäude wirkt ausschließlich durch die Volumina der einzelnen Bestandteile, das Verhältnis der offenen und geschlossenen Fassadenflächen sowie die Textur der Oberflächen. Die ursprünglich verputzte Fassade wurde in den 1980er Jahren mit weißen Platten verkleidet.
Das Gebäude wurde letztmals 1983, also noch zu Zeiten der Sowjetunion, renoviert, blieb aber im Wesentlichen im Ursprungszustand erhalten. Einige der Platten sind seitdem abgefallen, zudem weist die Fassade Risse auf.